# Fabian paa Kærlighedsstien
Fabian paa Kærlighedsstien, også kaldet Amorsen paa Frierfødder, er en dansk stum komediefilm fra 1910 produceret af Nordisk Films Kompagni. Filmens instruktør er ukendt.
Filmen indgik en en serie af filmfarcer produceret af Nordisk Film med Victor Fabian i hovedrollen.
Filmen blev i tysktalende lande distribueret som Heidepriem auf dem Liebespfad og i engelsktalende lande som Mr. Fabian flirting.  

## Handling
Hr. Amorsen er en vældig Don Juan og møder en dag en kvinde, hvis skønhed gør stort indtryk på ham. Han forsøger at indynde sig hos hende, men hun flygter ind i en droske for at undgå ham. Hr. Amorsen hører dog adressen, som den smukke kvinde giver til kusken, og han iler dertil. Men adressen tilhører kvindens modehandlerske, og det går først for sent op for Hr. Amorsen.

## Medvirkende
- Victor Fabian
- Axel Boesen
- Ingeborg Rasmussen
- Paul Welander